# Route départementale 400 (Cher)
Pour les articles homonymes, voir Route départementale 400.
La route départementale RD 400 abrégée en D 400 est une route départementale du Cher, qui relie la RN 76 à la RN 151. Il s'agit de la rocade ouest de Bourges.